# 何偉 (萬曆進士)
何偉（1556年—？），字汝器，號鼎隅，四川重慶府涪州民籍，江西臨江府新喻縣人，明朝政治人物。

## 生平
萬曆十年（1582年）壬午科四川鄉試第十二名舉人，萬曆十一年（1583年）聯捷癸未科第三甲二百六十名進士。吏部觀政，十二年授浙江慈溪县知县，十七年行取，授刑科給事中，十八年告病。二十年調簡，二十一年降調大城知縣，二十三年升刑部主事，河南恤刑，二十七年升员外郎，升郎中，升廣東惠州府知府。萬曆三十一年（1603年）三月陞廣東副使兼參議，分守嶺東。三十二年升貴州左參政，三十五年考察降用，四十二年降補湖廣副使，四十五年養病。

## 家族
曾祖何喻，祖何本清，父何和鳴，嫡母楊氏；生母黎氏。